# Defeudalizacja
Defeudalizacja – odejście od gospodarki rolnej na rzecz gospodarki kapitalistycznej czyli gospodarki towarowo-pieniężnej. Proces ten miał miejsce w XVI- i XVII-wiecznej Europie na zachód od Łaby.